# Rhantus orbignyi
Rhantus orbignyi är en skalbaggsart som beskrevs av Michael Balke 1992. Rhantus orbignyi ingår i släktet Rhantus och familjen dykare. IUCN kategoriserar arten globalt som utdöd. Inga underarter finns listade i Catalogue of Life.